# Bezold-Abszess
Mit Bezold-Abszess (auch: Bezold-Mastoiditis) wird ein Abszess unter dem Musculus sternocleidomastoideus als Folge einer Mastoiditis bezeichnet („Bezoldscher Senkungsabszess“). Der Abszess entsteht nach klassischer Vorstellung durch den Durchbruch von Eiter aus dem Warzenfortsatz (Processus mastoideus) des Schläfenbeins durch seine untere oder mediale Wand.  Der Abszess ist eine seltene Komplikation und Folge einer akuten Mittelohrentzündung und wurde nach dem deutschen Ohrenarzt Friedrich Bezold benannt.

## Symptome
Auf einen Bezold-Abszess können eine Schwellung der Halsweichteile in der Nähe des Mastoid und eine entzündungsbedingte Fehlhaltung des Kopfes hinweisen. Gerade die Schwellung kann jedoch auch mit entzündlichen Lymphknotenschwellungen im Rahmen der Mastoiditis verwechselt werden.

## Therapie
Die Therapie besteht in der chirurgischen Abszessdrainage mit Entfernung des assoziierten Granulationsgewebes im Rahmen einer Mastoidektomie.